# Campeonato Chileno de Futebol de 1999
O Campeonato Chileno de Futebol de 1999 (oficialmente Campeonato Nacional de Fútbol Profesional de la Primera División de Chile) foi a 68ª edição do campeonato do futebol do Chile. Na primeira fase os 16 clubes jogam todos contra todos. Na segunda fase os oito primeiros jogam todos contra todos sendo o primeiro colocado campeão. Os últimos colocados jogam uma segunda fase onde os dois últimos são rebaixados diretamente para a Campeonato Chileno de Futebol - Segunda Divisão e os dois antepenúltimos uma ligilla de ascenso e descenso com dois clubes da Primera B. Os três primeiros lugares se classificam para a Copa Libertadores da América de 2000

## Participantes
| Equipe                                        | Cidade                                                   | Região                           | No ano anterior                                                     | Estádio                           | Capacidade | Títulos                                              | Participações |
| --------------------------------------------- | -------------------------------------------------------- | -------------------------------- | ------------------------------------------------------------------- | --------------------------------- | ---------- | ---------------------------------------------------- | ------------- |
| Club Social y Deportivo Colo-Colo             | Macul                                                    | Região Metropolitana de Santiago | Campeão                                                             | Estádio Monumental David Arellano | 47.017     | 22 (Último em 1998)                                  | 68            |
| Club Deportivo Universidad Católica           | Las Condes                                               | Região Metropolitana de Santiago | Terceiro Lugar                                                      | Estádio San Carlos de Apoquindo   | 20.000     | 8 (1949, 1954, 1961, 1966, 1984,1987, 1997 Apertura) | 59            |
| Club de Deportes Cobreloa                     | Calama                                                   | Região de Antofagasta            | Quarto Lugar                                                        | Estádio Municipal de Calama       | 12.000     | 5 (1980, 1982, 1985, 1988, 1992)                     | 23            |
| Club Deportivo Palestino                      | La Cisterna                                              | Região Metropolitana de Santiago | Décimo Lugar                                                        | Estádio Municipal de La Cisterna  | 12.000     | 2 (1955, 1978)                                       | 45            |
| Club Universidad de Chile                     | Santiago                                                 | Região Metropolitana de Santiago | Vice Campeão                                                        | Estádio Nacional de Chile         | 55.100     | 10 (último em 1995)                                  | 61            |
| Club de Deportes Coquimbo Unido               | Coquimbo                                                 | Região de Coquimbo               | Décimo Terceiro Lugar                                               | Estádio La Pampilla               | ---        | 0 (não possui)                                       | 17            |
| Club Social y de Deportes Concepción          | Concepción                                               | Região de Bío-Bío                | Quinto Lugar                                                        | Estádio Municipal de Concepción   | 35.000     | 0 (não possui)                                       | 30            |
| Club Deportivo Huachipato                     | Talcahuano                                               | Região de Bío-Bío                | Sexto Lugar                                                         | Estádio Las Higueras              | -----      | 1 (1974)                                             | 26            |
| Audax Club Sportivo Italiano                  | La Florida                                               | Região Metropolitana de Santiago | Décimo Segundo Lugar                                                | Estádio Municipal de La Florida   | 12.000     | 4 (1936, 1946, 1948, 1957)                           | 54            |
| Club de Deportes La Serena                    | La Serena                                                | Região de Coquimbo               | Nono Lugar                                                          | Estádio La Portada                | 18.500     | 0 (não possui)                                       | 32            |
| Club de Deportes Puerto Montt                 | Puerto Montt                                             | Região de Los Lagos              | Sétimo Lugar                                                        | Estádio Regional de Chinquihue    | 5.300      | 0 (não possui)                                       | 4             |
| Club Social de Deportes Rangers               | Talca                                                    | Região de Maule                  | Décimo Primeiro Lugar                                               | Estádio Fiscal de Talca           | 8.324      | 0 (não possui)                                       | 36            |
| Club de Deportes Iquique                      | Iquique                                                  | Região de Tarapacá               | Oitavo Lugar                                                        | Estádio Municipal de Iquique      | -----      | 0 (não possui)                                       | 14            |
| O'Higgins Fútbol Club                         | Rancagua                                                 | Região de O'Higgins              | Acesso pelo Campeonato Chileno de Futebol de 1998 - Segunda Divisão | Estádio El Teniente               | 14.550     | 0 (não possui)                                       | 39            |
| Club Deportes Cobresal                        | Localidade de El Salvador, na comuna de Diego de Almagro | Região de Atacama                | cesso pelo Campeonato Chileno de Futebol de 1998 - Segunda Divisão  | Estádio El Cobre                  | 8.000      | 0 (não possui)                                       | 10            |
| Corporación Club de Deportes Santiago Morning | La Pintana                                               | Região Metropolitana de Santiago | Acesso pelo Campeonato Chileno de Futebol de 1998 - Segunda Divisão | Estádio Municipal de La Pintana   | 6.000      | 1 (1942)                                             | 38            |

## Campeão
| Campeão Chileno 1999                                      |
| --------------------------------------------------------- |
| Club Universidad de Chile (Santiago) (11º título) Campeão |